# Organisation der ehemaligen SS-Angehörigen
Hinter der Bezeichnung Organisation der ehemaligen/entlassenen SS-Angehörigen (ODESSA, Odessa, O.d.e.SS.A oder O.D.E.S.S.A.) verbirgt sich die Vorstellung, dass es eine gut organisierte, schlagkräftige Dachorganisation unter der Führung von Otto Skorzeny (laut US-Geheimbericht von 1947) gegeben habe, unter der sich ehemalige SS-Angehörige, wie z. B. Adolf Eichmann und andere Vertreter oder Sympathisanten des NS-Regimes, kurz nach Ende des Zweiten Weltkrieges zusammengeschlossen hätten. Unter dem Eindruck des unabwendbaren Zusammenbruchs des NS-Staates habe man das Überleben ihrer Angehörigen nach Kriegsende sichern wollen, unter anderem durch Flucht nach z. B. Südamerika oder durch gegenseitige konspirative Unterstützung im besiegten Deutschland.
Beweise für eine derartige Dachorganisation wurden nicht gefunden, allerdings sind andere Arten der Zusammenarbeit ehemaliger SS-Angehöriger bekannt, unter anderem die sogenannten Rattenlinien ins Ausland und die HIAG.

## Wahrheit oder Mythos?
Die entscheidende Frage, ob es sich dabei lediglich um einen plausibel klingenden Mythos oder eine tatsächlich existierende Organisation gehandelt hat oder sogar heute noch handelt, ist nicht eindeutig zu beantworten.
Am 12. April 1972 wurde die damalige Wohnung des ehemaligen SS-Sturmbannführers Friedrich Schwend in Lima durchsucht. Bei dieser Hausdurchsuchung entdeckten die Ermittler der Guardia Civil eine riesige Sammlung von Akten im versteckten Keller. Unter diesen Papieren befand sich auch ein Protokoll einer Sitzung: die Akte Odessa.
In dieser Akte geht es um ein Geheimtreffen von ca. 100 Mann in Marbella im Juli Anfang der sechziger Jahre. Laut Protokoll waren unter den Anwesenden auch sechs Ex-Offiziere der SS, die mittlerweile in Israel lebten und von denen es zweien gelungen war, den israelischen Geheimdienst zu infiltrieren. Dem Protokoll zufolge sollen sie alle eine Einladung der Organisation OdeSSA erhalten haben. Ein Begleitschreiben zu dem Protokoll belegt, dass es Schwend auf dessen ausdrücklichen Wunsch hin von einem der Teilnehmer der Versammlung übersandt worden war. Aber ob dieses Treffen tatsächlich jemals stattgefunden hat, ist niemals aktenkundig geworden.
In der Dokumentation Mythos Odessa: Wahrheit oder Legende? (2002) des ZDF wurde der bekannte „Nazi-Jäger“ Simon Wiesenthal mit den Worten zitiert: „ODESSA war eine verschwörerische Geheimorganisation der SS, die dazu diente, Kriegsverbrecher aus Deutschland herauszuschleusen und nach Südamerika zu bringen“. Die Dokumentation kommt jedoch zu dem Schluss, es habe keine „weltumspannende Geheimorganisation“ dieser Form gegeben, dafür aber eine Vielzahl kleinerer konspirativer Strukturen, Zusammenschlüsse und Seilschaften, die nach dem Zweiten Weltkrieg NS-Verbrechern Flucht und Untertauchen ermöglicht haben. Zu diesem Ergebnis kommt auch H. Schneppen, der in seine Untersuchung auch erstmals Erkenntnisse aus dem Archiv der DDR-Staatssicherheit einbezieht. Das Ministerium für Staatssicherheit hat offenbar ungeprüft die Angaben Wiesenthals übernommen, der seinerseits den Angaben von Informanten zu sehr Glauben geschenkt habe.
In der Kritik stehen bis heute zudem amerikanische Geheimdienste wie das CIC, die erwiesenermaßen bereits kurz nach dem Krieg Kenntnis der Fluchtwege hatten, dieses Wissen aber nicht zur Verhaftung der Flüchtigen nutzten. Teilweise übernahmen die ehemaligen SS-Offiziere sogar mit Wissen amerikanischer Behörden Ämter in den Regierungen lateinamerikanischer Staaten. Das prominenteste Beispiel für diesen Zusammenhang ist Klaus Barbie, der erst als Doppelagent für das CIC arbeitete und dann die bolivianische Militärregierung beriet – das nötige Wissen hatte er sich in der Zeit als Gestapo-Chef von Lyon angeeignet.
Aber selbst Angehörige des Vatikans verhalfen SS-Angehörigen zur Flucht. Einer von ihnen war Bischof Alois Hudal, er unterstützte unter anderem Erich Priebke, Reinhard Kopps und Franz Stangl bei der Flucht aus Deutschland. Es gab aber noch weitere Geistliche (z. B. Monsignore Krunoslav Stjepan Draganović, Genuas Bischof Siri oder Pater Edoardo Dömöter), die ihm gleichtaten, und somit sind über die sogenannte Klosterlinie Hunderte von SS-Männern nach Lateinamerika entwischt, darunter einige der größten Kriegsverbrecher.
Wohl mit Hilfe solcher Verbindungen gelang etwa die Flucht von Josef Mengele nach Brasilien, von Adolf Eichmann und Ludolf-Hermann von Alvensleben nach Argentinien, von Klaus Barbie nach Bolivien und von Alois Brunner nach Syrien.
Somit scheint es also letztlich keine Beweise für die Existenz einer zentralen Dachorganisation unter dem Namen ODESSA zu geben. Nach dem Zusammenbruch des NS-Regimes und dem Beginn des Kalten Krieges gab es auf einmal eine Reihe von Netzwerken, Institutionen und Regierungen, die ein Interesse daran hatten, SS-Verbrechern zu helfen. Genauso unwahrscheinlich ist die ebenfalls öfter diskutierte Version, wonach ODESSA womöglich nach der Art einer geheimbündlerischen Loge zwar im Verborgenen, aber doch offensiv und planmäßig nach Einfluss gestrebt haben könnte, um ihre Ideologie in Politik und Gesellschaft zu verbreiten.
Die Existenz im Sinne einer Dachorganisation verneint auch der argentinische Journalist Uki Goñi in seinem Buch ODESSA. Die wahre Geschichte. Seine Recherchen ergaben, dass mit dem Wissen der Schweizer Regierung, der Kirche und des argentinischen Diktators Juan Perón, einem offenen Sympathisanten des NS-Regimes, organisierte Fluchtwege über die Schweiz existierten, über die mit Hilfe falscher Pässe NS-Verbrecher aus Deutschland nach Südamerika geschleust wurden, was den Mythos ODESSA begründete.
Unspektakulärer als ODESSA, doch dafür auf reichem Archivmaterial basierend, hat der Historiker Gerald Steinacher in seiner Habilitationsschrift die Zwischenstationen der Rattenlinien bis zur Ausreise in Genua untersucht, wobei das Grenzland Südtirol eine besondere Rolle als NS-Schlupfloch spielte.
Der Begriff ODESSA wurde mehrfach in der populären Literatur verwendet. Das bekannteste Beispiel dafür dürfte der auch verfilmte Roman Die Akte Odessa des britischen Schriftstellers Frederick Forsyth sein. In der DDR-Fernsehserie Das unsichtbare Visier ist die Organisation mehrfach der Gegenspieler der Hauptfigur.